# Acácio Cordeiro Barreto
Acácio Cordeiro Barreto, beter bekend als Acácio, (Campos dos Goytacazes, 24 januari 1959) is een voormalig Braziliaanse voetballer en trainer. 

## Biografie
Acácio begon in zijn carrière bij Americano  en na een overstap bij Serrano werd hij in 1982 ingelijfd door Vasco da Gama. Hier speelde hij aan de zijde van stervoetballers Tita, Paulo Roberto, Mazinho, Roberto Dinamite, Geovani Silva en Romário. Met Vasco won hij drie keer het Campeonato Carioca en één keer de landstitel. In 1991 ging hij voor het Portugese Tirsense spelen in de tweede klasse. Hij behaalde de promotie met het team en wisselde hierna naar Beira-Mar, dat eveneens in de Portugese hoogste klasse speelde en verbleef er drie seizoenen. Hij beëindigde zijn carrière bij Madureira. 
Hij speelde ook een paar wedstrijden voor het nationale elftal. In 1983 werd hij reeds opgeroepen door bondscoach Carlos Alberto Parreira voor de Copa América als reservekeeper voor Émerson Leão, maar hij werd niet opgesteld. In 1989 speelde hij zeven wedstrijden voor de Seleção. Met zijn team won hijet de Copa América 1989, maar hij kwam niet aan spelen toe. Hij zat ook in de selectie voor het WK 1990, maar werd andermaal niet opgesteld. 
1 Taffarel ·
2 Mazinho ·
3 Mauro Galvão ·
4 André Cruz ·
5 Branco ·
6 Ricardo Gomes  ·
7 Bebeto ·
8 Geovani Silva · 
9 Valdo ·
10 Tita ·
10 Bismarck ·
11 Romário ·
12 Acácio ·
13 Josimar ·
13 Zé Teodoro ·
14 Aldair ·
15 Alemão ·
16 Cristóvão ·
17 Dunga ·
18 Renato Gaúcho ·
19 Baltazar ·
20 Paulo Silas ·
21 Charles ·
22 Zé Carlos ·
Coach: Lazaroni
1 Taffarel ·
2 Jorginho ·
3 Ricardo Gomes  ·
4 Dunga ·
5 Alemão ·
6 Branco ·
7 Bismarck ·
8 Valdo ·
9 Careca ·
10 Paulo Silas ·
11 Romário ·
12 Acácio ·
13 Carlos Mozer ·
14 Aldair ·
15 Müller ·
16 Bebeto ·
17 Renato Gaúcho ·
18 Mazinho ·
19 Ricardo Rocha ·
20 Tita ·
21 Mauro Galvão ·
22 Zé Carlos ·
Coach: Lazaroni